# Mike Davis (basket-ball)
Pour les articles homonymes, voir Mike Davis et Davis.
Michael A. "Mike" Davis (né le 26 juillet 1946, à Brooklyn, New York) est un ancien joueur américain de basket-ball de NBA et de ABA. Nommé dans la NBA All-Rookie Team en 1970, Il joua de 1969 à 1973 chez les Bullets de Baltimore, les Buffalo Braves et les Memphis Tams.